# Sitz im Leben
Sitz im Leben ("plads i livet", "sæde i livet") er et tysk fagudtryk inden for formhistorien der betegner den formodede oprindelige situation hvori en tekst er opstået – den "levende brug" som teksten indgik i, dens "sæde i livet".